# Țufalău, Covasna
Țufalău (în maghiară Cófalva) este un sat în comuna Boroșneu Mare din județul Covasna, Transilvania, România. Se află în partea de sud a județului, în Depresiunea Târgu Secuiesc.